# Plácido de Abreu
Plácido António Cunha de Abreu (* 21. November 1903 in Lissabon; † 10. Juni 1934 in Vincennes, Frankreich) war ein portugiesischer Kunstflieger.

## Leben
Abreu studierte am Colégio Militar und später an der Militärakademie. Er wurde zunächst der Infanterie zugeteilt. Da er fliegen wollte, nahm er in Sintra Flugstunden und begann 1929 selbst als Pilot zu fliegen.
Im Jahr darauf begann er mit dem Kunstflug. Seine Kühnheit brachte ihm bald internationales Renommee. 1932 war er bei der großen Flugschau in Cleveland unter den besten drei Nicht-Amerikanern.
Bei der Kunstflugweltmeisterschaft 1934 in Vincennes stürzte er mit seiner Maschine ab, die am Boden in Feuer aufging. Abreu starb in dem Wrack.

## Ehrungen
- 1960: Benennung der Rua Aviador Plácido de Abreu in Lissabon